# Instituto de Traducción Literaria de Corea
Instituto de Traducción Literaria de Corea (en coreano: 한국문학번역원, LTI Corea, anteriormente conocido como Corea Instituto de Traducción Literaria) fue fundado en 1996 por el Gobierno de Corea del Sur con el objetivo de promocionar la literatura y cultura coreanas en el extranjero para contribuir a la cultura global.
LTI Corea financia la traducción y la publicación para promover la traducción de alta calidad de la literatura coreana. Está avanzando gracias a diversos programas de intercambio en el extranjero que, además de reforzar la base de exportación de la literatura coreana, también establecen una red entre editores coreanos y extranjeros. Del mismo modo, trabaja para alentar a los traductores profesionales a mejorar la capacidad de traducción de la literatura coreana.

## Visión y misión
- Visión

Mejorar la imagen de Corea como país mediante la promoción de la literatura coreana por el mundo. Establecer la universalidad de la literatura y cultura coreanas mediante intercambios culturales internacionales. Sentar las bases para que la industria editorial coreana avance a nivel mundial mediante la ampliación del concepto que se tiene del país en el mundo.
- Misión

Establecerse como un instituto de traducción esencial, con el objetivo de crear una imagen de Corea como una nación culturalmente avanzada e introducir la literatura coreana en el extranjero. 

## Historia
1996 Se creó la fundación de traducción de la literatura coreana.
2001 Renombrado como el Instituto de Traducción de la Literatura Coreana. La organización se amplió. El Dr. Park Huandok fue nombrado presidente de la fundación.
2003 El Dr. Chin Hyung Joon fue nombrado sucesor del Dr. Park como segundo presidente de LTI Corea.
2005 Declaración de una revisión en la Ley de Promoción de la Cultura y las Artes. Cambio de estado a una corporación especial.
2006 El Dr. Yoon Jikwan fue nombrado tercer presidente de LTI Corea.
2009 El Dr. Joo Youn Kim fue nombrado cuarto presidente de LTI Corea.
2010 Cambio de la ley que aprobaba el LTI Corea (acto de promoción de la industria editorial) 
2012
Dr. Kim, Seong-kon fue nombrado quinto presidente de LTI Corea.

## Programas
LTI Corea financia varios programas diseñados para promover el conocimiento de la literatura y cultura coreanas en el extranjero. Sus programas pueden ser divididos en cuatro categorías, cada una enfocada en un objetivo específico dedicado a construir una comprensión de la literatura y cultura coreanas en otros países.
Programa de becas de traducción
Dos veces al año, LTI Corea especifica y anuncia los libros patrocinados, entre los que pueden elegir los traductores que deseen traducir trabajos de escritores coreanos a otra lengua. Los traductores pueden solicitar becas de traducción durante todo el año y el instituto evalúa las solicitudes. Cada tres meses, anuncia a los destinatarios. Los aspirantes seleccionados recibirán parte de su beca antes de que el proceso de traducción comience; recibirán el resto después de que el manuscrito terminado sea entregado y haya pasado la evaluación por los expertos de la empresa editorial en el idioma de llegada. Además de la financiación del texto entero, LTI Corea también proporciona becas para la traducción de resúmenes, que utiliza para atraer el interés de editores que residen fuera de Corea.
Programa de becas de publicación
LTI Corea concede becas para editores extranjeros que desean publicar las traducciones de libros coreanos. La solicitud debería ser rellenada y enviada online en http://eng.klti.or.kr Archivado el 2 de diciembre de 2021 en Wayback Machine.. La cantidad de becas variará según el interés local del trabajo, la particularidad del plan de publicación y la validez del presupuesto de planificación.
Ayudas para la cooperación internacional
En un esfuerzo por construir una fuerte red entre los traductores, los escritores y la gente comprometida con el negocio editorial tanto dentro como fuera de Corea, LTI Corea organiza y participa en varios acontecimientos culturales. El foro de LTI Corea se llevó a cabo en EE. UU., Francia, España, China, Alemania y Japón en 2011. El foro más reciente es el celebrado en Berlín, Alemania, en junio de 2012. Otro evento significativo organizado por LTI Corea es el festival de escritores internacionales de Seúl, que se celebra cada dos años. En el festival que tuvo lugar en 2010, 24 prominentes escritores de todo el mundo se reunieron y tuvieron sesiones de lectura y charlas bajo el tema «la fantasía y la empatía». Entre los escritores que participaron se encontraban los coreanos Bae Suah, Park Hyoung-su, Jeong Chan, Pyun Hye-young, Kim Min-jeong, Kim Haeng-sook, Choi Seoung-ho, Ra Hee-duk, Kim Nam-joong, and Kim Hye-jin. También estaban entre la lista de participantes Min Jin Lee, escritora coreana-americana que ganó el premio Editor´s Choice Award del New York Times por su primera novela Comida gratis para millonarios y Junot Diaz, el ganador del premio Pulitzer.
Programa de educación
LTI Corea tiene academias de traducción en inglés, francés, alemán, español, chino, japonés y ruso. Diseñado para ser un programa de aprendizaje para el traductor, enseña actualmente a casi 100 estudiantes, con el objetivo de ampliar el número a 200. Aparte de educar a futuros traductores, LTI Corea anima tanto a los traductores nuevos como a los ya consolidados con la concesión de premios de traducción de literatura coreana. Otra manera de promover el intercambio de información es el taller internacional de LTI Corea sobre la traducción y publicación de literatura coreana. El 11º Taller Internacional para la Traducción y la Publicación de Literatura Coreana trató sobre la globalización de la literatura del país en tiempos en los que esta cultura recibe más atención que nunca, debido a la popularidad de cantantes de pop coreano.
Servicio de información A través de la creación y la puesta en práctica de la estrategia de informatización a medio y largo plazo del LTI Corea, el servicio de información proporciona amplia información sobre literatura coreana, publicaciones y mercados editoriales extranjeros. Mediante la creación de contenido relevante para lo anteriormente mencionado en cuanto a mantenerse en consonancia con el nuevo entorno mediático, el servicio de información asegura que los servicios de información del LTI Corea están integrados y actualizados.
Biblioteca de LTI Corea
Abierta al público en 2007, la biblioteca de LTI Corea es la primera en Corea que tiene colecciones de libros coreanos traducidos a varias lenguas y que han sido publicados en el extranjero. Además de las ediciones traducidas de libros coreanos, también recoge publicaciones sobre literatura coreana, libros sobre traducción y CD, DVD y cintas de vídeo sobre literatura coreana.

## Publicaciones periódicas
LTI Corea publica revistas sobre la literatura coreana y se las proporciona a editores extranjeros y a gente que quiere recibir información sobre ella. Su List_Books from Korea es una revista trimestral que presenta la tendencia en el mercado de libros coreanos, entrevistas a escritores, críticas y extractos de libros.  Además de la revista trimestral, LTI Corea proporciona boletines informativos mensuales como List_Books from Korea y OPIA, que ofrecen información a las editoriales sobre el mercado literario coreano y extranjero.

## La literatura coreana en la traducción
La siguiente tabla muestra el número de libros coreanos traducidos a otras lenguas con la ayuda del programa de becas de traducción que concede LTI Corea desde principios del 2014.
| Año   | Número de libros traducidos por año | Número de libros traducidos por año | Aspectos específicos del género | Aspectos específicos del género | Aspectos específicos del género | Aspectos específicos del género | Aspectos específicos del género | Total |
| ----- | ----------------------------------- | ----------------------------------- | ------------------------------- | ------------------------------- | ------------------------------- | ------------------------------- | ------------------------------- | ----- |
| Año   | Idioma de la traducción             | Número de ayudas asignadas          | Literatura moderna              | Literatura moderna              | Literatura moderna              | Libros para niños               | Humanidades y ciencias sociales | Total |
| Año   | Idioma de la traducción             | Número de ayudas asignadas          | Novela                          | Poesía                          | Otros (ensayo, teatro, etc)     | Libros para niños               | Humanidades y ciencias sociales | Total |
| 2001  | 18                                  | 69                                  | 38                              | 19                              | 1                               | 0                               | 11                              | 69    |
| 2002  | 14                                  | 38                                  | 24                              | 10                              | 1                               | 0                               | 3                               | 38    |
| 2003  | 17                                  | 44                                  | 26                              | 7                               | 2                               | 0                               | 9                               | 44    |
| 2004  | 12                                  | 46                                  | 23                              | 10                              | 2                               | 0                               | 11                              | 46    |
| 2005  | 18                                  | 55                                  | 33                              | 7                               | 2                               | 0                               | 13                              | 55    |
| 2006  | 20                                  | 69                                  | 29                              | 11                              | 0                               | 1                               | 28                              | 69    |
| 2007  | 17                                  | 98                                  | 58                              | 14                              | 0                               | 0                               | 26                              | 98    |
| 2008  | 14                                  | 41                                  | 26                              | 6                               | 0                               | 0                               | 9                               | 41    |
| 2009  | 16                                  | 80                                  | 44                              | 10                              | 1                               | 16                              | 9                               | 80    |
| 2010  | 14                                  | 111                                 | 55                              | 13                              | 3                               | 18                              | 22                              | 111   |
| 2011  | 14                                  | 105                                 | 57                              | 8                               | 0                               | 22                              | 18                              | 105   |
| 2012  | 14                                  | 91                                  | 57                              | 4                               | 0                               | 10                              | 20                              | 91    |
| 2013  | 17                                  | 82                                  | 44                              | 14                              | 0                               | 6                               | 18                              | 82    |
| 2014  | 15                                  | 44                                  | 29                              | 6                               | 0                               | 2                               | 7                               | 44    |
| Total | 30                                  | 975                                 | 543                             | 139                             | 12                              | 75                              | 206                             | 975   |

※ Los clásicos están incluidos en la categoría de humanidades y ciencias sociales desde el 2009.

## Ubicación
Yeongdong-daero 32 112-gil (Samseong-dong), Gangnam-gu, Seúl, República de Corea